# Das Nonnenturnier
Das Nonnenturnier („Der túrney von dem czers“) ist ein mittelhochdeutsches Märe eines unbekannten Autors aus dem 15. Jahrhundert. Es zählt aufgrund seiner zuweilen grotesken erotischen Komik zu den gröbsten Erzählungen der deutschen Novellistik.

## Inhalt
Im Prolog des Nonnenturniers fordert der lyrische Erzähler dazu auf, die Musik und das Tanzen zu beenden, damit im weiteren Verlauf des Abends Geschichten der Anwesenden vorgetragen werden können. Hierbei fängt der Erzähler mit seiner Âventiure an.
Die eigentliche Handlung ist zweigeteilt: Der erste Teil beinhaltet die Selbstentmannung eines Ritters und beginnt damit, dass der Ritter seiner Minnepartnerin erklärt, sie am nächsten Tag zu verlassen. Sie will sich daraufhin rächen, indem sie dem Ritter verkündet, Frauen würden ihn noch mehr lieben, wenn er keinen zagel (Penis) mehr hätte. Da der Ritter als recht naiv dargestellt wird, führt er – nach einem Streitgespräch mit dem zagel – den Rat der Dame aus und entmannt sich selbst. Das Geschlechtsteil des Ritters wird in einem Nonnenkloster unter einer Treppe versteckt. Als der Ritter seiner Geliebten jedoch die erfolgreiche Kastration verkündet, schickt sie ihn in die Wüste.
Daraufhin folgt der zweite Teil der Handlung: Nach dem Tod des Ritters in der Wüste beginnt dessen Geschlechtsteil ein Eigenleben und wandert in den Kreuzgang des Klosters, wo es entdeckt wird. Die Nonnen scheinen ob ihres Fundes zunächst entsetzt zu sein, streiten sich aber schon bald darum, wer den zagel mit in die Zelle nehmen darf. Aufgrund des Vorschlags der Äbtissin des Klosters wird ein Turnier veranstaltet, das allerdings in einem furchtbaren Kampf ausartet. Während des Turniers verschwindet der zagel jedoch. Das Märe endet damit, dass die Nonnen daraufhin vereinbaren, über den Vorfall Stillschweigen zu bewahren. Die zwei Teile des Nonnenturniers werden durch eine analoge Wortwahl des Autors klar voneinander getrennt. So heißt es zu Beginn (Vers 1 f.):
| Ir herschaft, ir solt gedagen, so wil ich euch sagen. | Liebe Leute, seid jetzt still, dann will ich Euch etwas erzählen. |

Der zweite Teil wird mit folgenden Worten eingeleitet (Vers 289 f.):
| Nu sult ir stille gedagen, so wil ich euch von dem zagel sagen. | Jetzt seid still, dann will ich euch vom Schwanz erzählen. |

## Überlieferung
Das Nonnenturnier ist nur in einer  Handschrift überliefert. Es handelt sich hierbei um die Handschrift k, die wohl zwischen 1430 und 1435 in Nordschwaben entstand. Diese enthält Texte aus dem 14. und frühen 15. Jahrhundert. Angesichts der Sprachwahl des Autors, die aufgrund von unsauberen Reimen, Vers- und Wortausfällen sehr sorglos wirkt, kann man vermuten, dass das Märe im 15. Jahrhundert entstand. Der Umfang beträgt 602 Verse.

## Textausgaben
- Adelbert von Keller (Hg.): Erzählungen aus altdeutschen Handschriften (Bibliothek des Literarischen Vereins in Stuttgart 35). Stuttgart 1855, S. 443–459.
- Hanns Fischer (Hg.): Die deutsche Märendichtung des 15. Jahrhunderts (MTU 12). München 1966, S. 31–47, 528 (Nr. 3).
- Ursula Schmid: Codex Karlsruhe 408 (Bibliotheca Germanica 16). Bern/München 1974, S. 162–177.
- Thomas Cramer (Hg.): Maeren-Dichtung. Bd. 2 (Spätmittelalterliche Texte 2). München 1979, S. 159–172 (Wiederabdruck nach Keller).
- Klaus Grubmüller (Hg.): Novellistik des Mittelalters. Märendichtung. Herausgegeben, übersetzt und kommentiert von Klaus Grubmüller (Bibliothek des Mittelalters 23, Bibliothek deutscher Klassiker 138). Frankfurt a. M. 1996, S. 944–977.